# Persische Fritillarie
Die Persische Fritillarie (Fritillaria persica) ist eine Pflanzenart aus der Gattung Fritillaria innerhalb der Familie der Liliengewächse (Liliaceae).

## Beschreibung

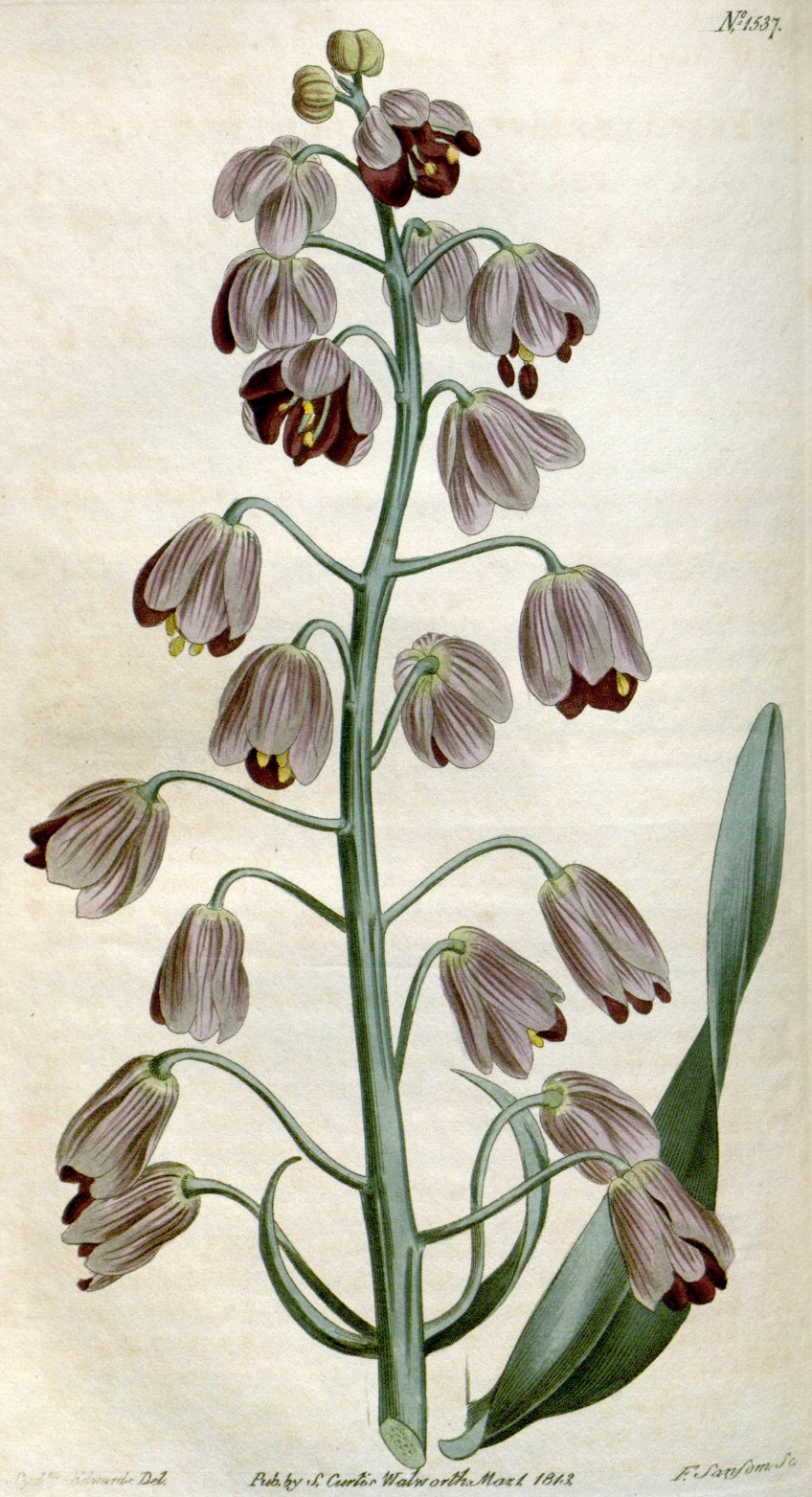
Illustration

### Vegetative Merkmale
Die Persische Fritillarie ist eine ausdauernde krautige Pflanze, die Wuchshöhen von 60 bis 100 (selten ab 20 bzw. bis 150) Zentimetern erreicht. Sie bildet Zwiebeln als Überdauerungsorgane. Die 9 bis 25 Laubblätter sind bei einer Länge von bis zu 15 Zentimetern sowie einer Breite von etwa 3 Zentimetern lanzettlich mit einem spitzen oberen Ende.

### Generative Merkmale
Die Blütezeit liegt im April, selten dauert sie bis Mai. In einem Blütenstand stehen 7 bis 20, selten bis zu 42 Blüten zusammen.
Die zwittrigen Blüten sind dreizählig. Die sechs grünlichen, grau-gelblichen bis dunkel violett-braunen und innen oft leicht gelben Perigonblätter sind 15 bis 20 Millimeter lang sowie 6 bis 7 Millimeter breit und sind an der Spitze nicht ausgebreitet. Die Nektardrüse misst 2 bis 1,5 Millimeter und ist ungefähr dreieckig.
Die Kapselfrucht ist schmal geflügelt.
Die Chromosomenzahl beträgt 2n = 24.

## Vorkommen
Die Persische Fritillarie kommt in der südlichen Türkei, in Syrien, im Libanon, in Jordanien, im Nord-Irak und im westlichen und südlichen Iran vor. Sie gedeiht in Höhenlagen von 700 bis 2500 Metern auf Felshängen, in Gebüschen und an Ackerrändern.

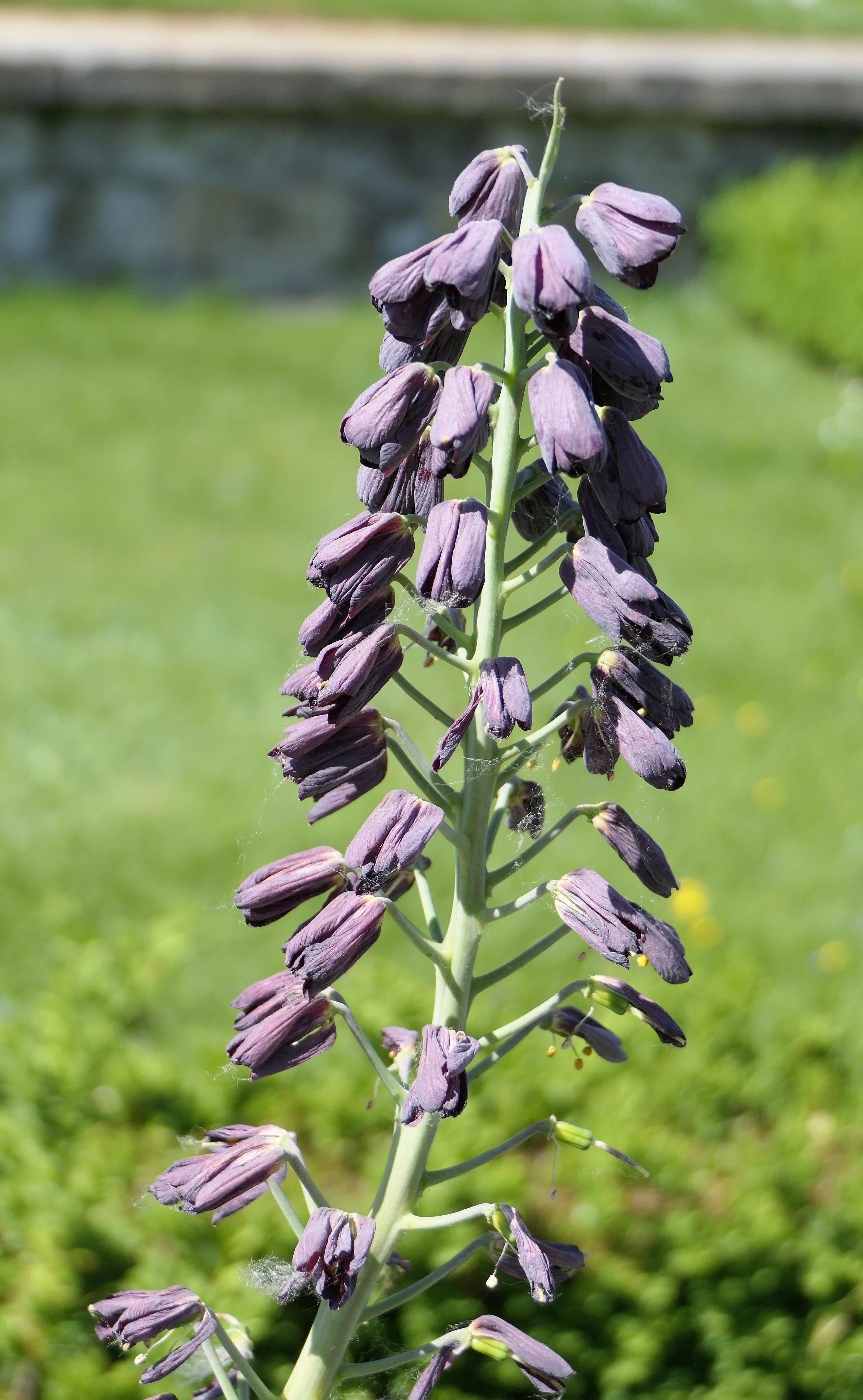
Persische Fritillarie im Barockgarten Großsedlitz

## Taxonomie
Die Erstveröffentlichung von Fritillaria persica erfolgte durch Carl von Linné in Species Plantarum Band 1, Seite 304.

## Nutzung
Die Persische Fritillarie wird selten als Zierpflanze in Rabatten und Steingärten genutzt.